# Noël's Songs
Albums de Florent Marchet
Noël's Songs (EP)
(2010) Bambi Galaxy
(2014)
Noël's Songs est un album de reprises de chants de Noël par Florent Marchet. Cet album, enregistré avec le Courchevel Orchestra, est sorti le 31 octobre 2011, en édition numérique et avec une réédition de l'album Courchevel.
Il fait suite à un EP sorti en 2010, lui aussi intitulé Noël's Songs.

## Pistes
1. Ah quand reviendra-t-il ce temps ? (paroles d'Émile Blémont) [1]
2. Les Neiges de Finlande (reprise d'Édith Piaf[2]) [1]
3. Vive le vent
4. Noël est arrivé
5. Douce Nuit [1]
6. Joyeux Noël (reprise de Barbara)
7. Au pied du sapin
8. Petit Garçon (reprise de Graeme Allwright)
9. La Marche des rois [1]
10. Voici la Noël
11. Les Lumières de Noël [1]
12. Serge et Nathalie (reprise de Claude Nougaro)[3]
13. Noël à la maison (reprise de Jean-Louis Murat)[3]
14. Dijon, 24 décembre
15. Petit Papa Noël[1]